# Amtsgericht Garding
Das Amtsgericht Garding war ein preußisches Amtsgericht mit Sitz in Garding.

## Geschichte
Mit der Annexion Schleswig-Holsteins wurden 1867 in der nunmehr preußischen Provinz fünf Kreisgerichte und das übergeordnete Appellationsgericht Kiel eingerichtet. Als Eingangsgerichte wurden Amtsgerichte geschaffen, darunter das Amtsgericht Garding als eines von zwölf Amtsgerichten des Kreisgerichts Schleswig. Den Gerichtssprengel bildete die Stadt Garding und der Westteil der Landschaft Eiderstedt. Mit dem Inkrafttreten des deutschen Gerichtsverfassungsgesetzes am 1. Oktober 1879 wurden reichsweit einheitlich Amts-, Land- und Oberlandesgerichte geschaffen. Das Amtsgericht Garding blieb bestehen und war nun dem Landgericht Flensburg nachgeordnet. Sein Gerichtsbezirk umfasste nun aus dem Kreis Eiderstedt den Stadtbezirk Garding, die Gemeindebezirkebezirke Augustenkoog, Garding, Katharinenheerd, Norderfriedrichskoog, Ording, Osterhever, Poppenbüll, St. Peter, Tatting, Tetenbüll, Uelvesbüll und Westerhever sowie den Gutsbezirk Eiderstedt
. Am Gericht bestand 1880 eine Richterstelle. Das Amtsgericht war damit ein kleines Amtsgericht im Landgerichtsbezirk. Im Jahre 1959 wurde das Amtsgericht Garding aufgehoben.

## Gerichtsgebäude
Das Amtsgericht nutzte die ehemalige Landschreiberei als Gerichtsgebäude. Das Gerichtsgebäude stammt im Kern aus dem 17./18. Jahrhundert und ist ein eingeschossiger, giebelständiger Backsteinbau unter Satteldach. Die  Fassade mit Sandsteinbändern und Blendbögen ist im Giebel gegliedert. Das Gerichtsgebäude (Enge Straße 4) steht unter Denkmalschutz.